# Sonata de invierno

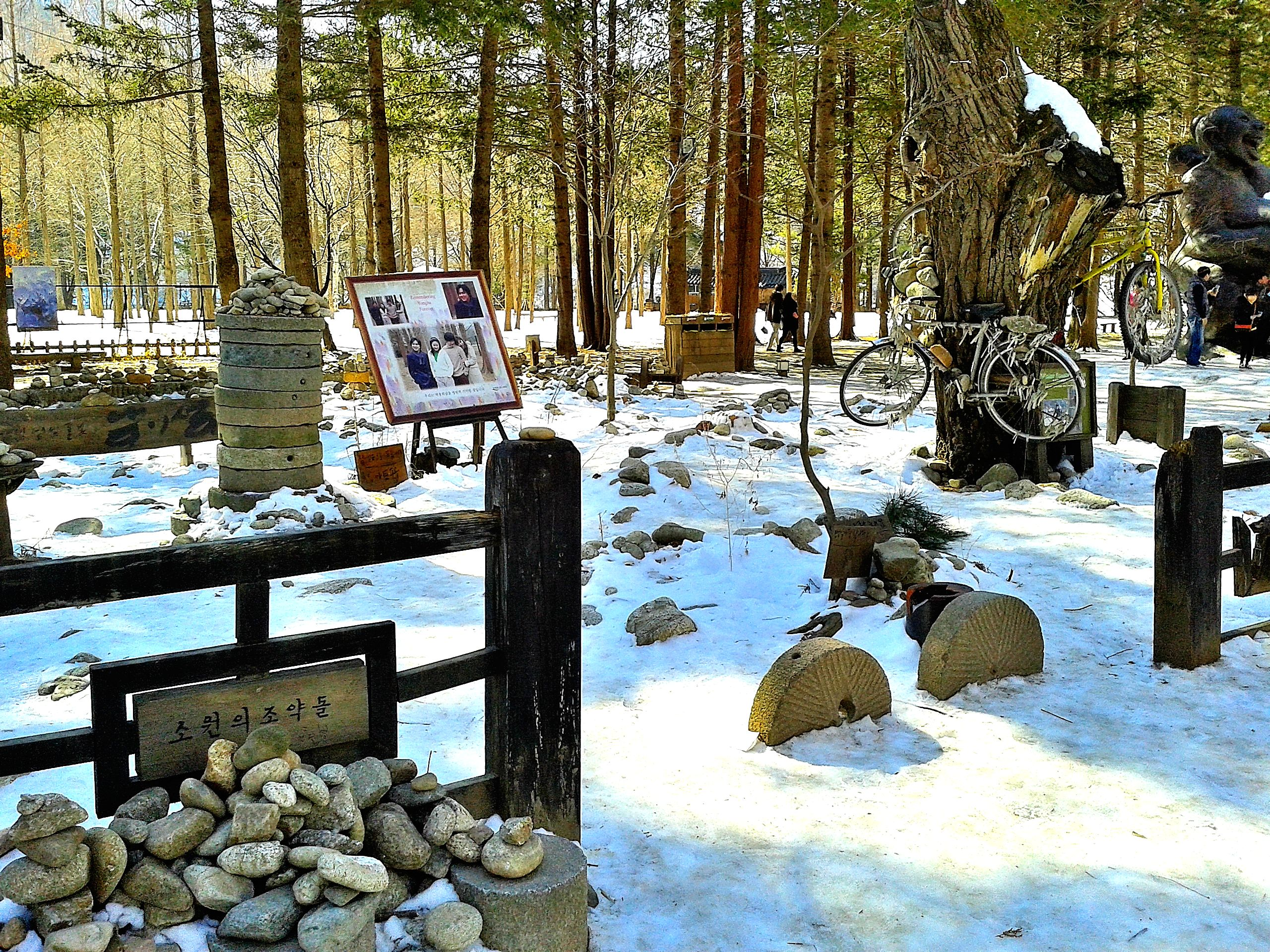
Sonata de invierno.

Sonata de invierno (en hangul, 겨울연가; en hanja, 겨울戀歌) es una serie de televisión surcoreana emitida durante 2002 y protagonizada por Bae Yong Jun, Choi Ji Woo, Park Yong Ha y Park Sol Mi.
Fue trasmitida en su país de origen por KBS 2TV desde el 14 de enero hasta el 19 de marzo de 2002, finalizando con una longitud de 20 episodios al aire las noches de los días lunes y martes a las 21:55 (KST). Es el segundo de cuatro dramas dirigidos por Yoon Seok Ho de la tetralogía denominada Endless Love y relacionados con las estaciones del año, Otoño en mi corazón (2000), Aroma de Verano (2003) y El Vals de Primavera (2006).
Fue un importante suceso cultural y monetario, considerada responsable de la segunda Ola coreana que afecto principalmente la industria japonesa desplazándola considerablemente. Sonata de invierno inicio lo que se convirtió en un auge en la difusión de dramas coreanos, en países donde era inexistente la presencia de la cultura popular del país mencionado anteriormente.
Se comercializaron tan solo en Japón más de 2 millones de copias de la banda sonora y 450 mil copias en DVD. Estudios económicos de Corea del Sur, estiman el impacto del drama con ingresos al país de 27 mil millones de dólares, ₩840 billones en turismo y ₩30 billones en ventas de mercadotecnia.

## Sinopsis
Kang Jun Sang (Bae Yong Jun) y Jung Yoo Jin (Choi Ji Woo) se conocen en el autobús que los lleva al colegio (éste se encuentra en un pueblo). Por un lado Jun Sang es un nuevo estudiante llegado desde el Colegio de Ciencias de Seúl y es un chico bastante apático. Por otro lado, aunque él y Yoo Jin son muy diferentes, y al principio no se llevan muy bien llegan a enamorarse poco a poco.
El verdadero motivo por el que Jun Sang llega al pueblo es porque no sabía quien era su padre y llega con una foto vieja de su madre con un hombre con el objetivo de encontrar a su padre, conocerlo y preguntarle porqué lo dejó sin un padre todos esos años. Él molesta mucho al jefe de clase y amigo de Yoo Jin, Kim Sang Hyuk, pues todo indica que el padre de Sang Hyuk es también el padre de Jun Sang y siente celos al saber que el si contó con un padre. Por su lado Sang Hyuk también siente celos de Jun Sang, pues Yoo Jin le presta mucha atención al chico nuevo. Chae Rin (una de sus "amigas"), le dice a Yoo Jin que se aleje de Jung Sang.
Yoo Jin trata de ayudar a Jun Sang a que sea más abierto y aunque al principio él sólo le sigue el juego para molestar a Sang Hyuk empieza a sentir algo por ella y toca una canción para ella en el piano llamada "Primera Vez". Cuando Sang Hyuk le dice que no se acerque a Yoo Jin para molestarlo Jun Sang le dice solo para hacerlo enojar más que en efecto utilizaba a Yoo Jin, pero Yoo Jin escucha todo y cancela la cita que ambos tenían.
Muy triste en vez de ir a la cita Yoo Jin acude con sus amigos a un paseo, sin saber que Jun Sang también estaba invitado. Todos jugaban a crear una historia que, Chae Rin tratando de molestarlos, relacionaba la historia con lo que había pasado con Jun Sang y Yoo Jin. Jun Sang aprovecha y al ser su turno de concluir la historia termina diciendo "lo siento", e intenta explicarse con Yoo Jin, pero ella está muy molesta y se va al bosque en donde se pierde. Sang Hyuk y Jun Sang la buscan, siendo este último el que la encuentra y se reconcilian y le da el consejo de que cuando se pierda busque la estrella polar y así siempre hallará el camino.
Jun Sang y Yoo Jin se encuentran el día de la primera nevada en el lago y deciden pasarla juntos haciendo muñecos de nieve que luego unen como si se besaran y Jun Sang le dice que envidia al muñeco, así Yoo Jin le da un beso en la mejilla y el responde con un beso en los labios muy cálido. Después de jugar con nieve deciden hacerse preguntas para conocerse mejor y, al finalizar del día deciden reunirse el 31 de diciembre y así Jun Sang le dirá quien es el ser humano que más quiere y le devolverá unos guantes.
Esa noche ella lo invita a cenar en su casa en donde su hermanita le enseña fotos antiguas y una de ellas era de la madre de Jun Sang junto al padre de Sang Hyuk y abrazada del padre de Yoo Jin. Al pensar en la aterradora de que quizá se equivocó y su verdadero padre sea el de padre Yoo Jin sale corriendo de la casa dejando a Yoo Jin confundida. Después el llama a su madre diciéndole que se iría a estudiar a Estados Unidos.
El 31 de diciembre Yoo Jin esperaba a Jun Sang mientras él ya estaba rumbo al aeropuerto cuando en su bolsillo encuentra los guantes de Yoo Jin y se arrepiente de irse así sin despedirse, y aunque su madre se opone, él se baja del auto y corre busca de Yoo Jin, pero justo cuando él iba a llegar un camión lo arrolla. Yoo Jin ni siquiera ve el accidente, sin imaginar que Jun Sang está justo ahí. Al día siguiente Yoo Jin recibe la noticia más triste de su vida; Jun Sang había muerto.
Diez años han pasado y Yoo Jin aun recuerda con mucho cariño a su primer amor, aunque está a punto de casarse con Sang Hyuk'. Ya ha llegado el día de su compromiso con Sang Hyuk pero en el camino al lugar en que se llevará a cabo le parece haber visto a Jun Sang por lo que decide buscarlo y como consecuencia no llega a tiempo para la ceremonia de compromiso con Sang Hyuk, ante ello sus amigos deciden hacer una pequeña ceremonia de compromiso e invitan a Chae Rin, quien acababa de llegar del extranjero y lleva como acompañante a alguien extremadamente parecido a Jun Sang.

## Reparto

### Principal
- Bae Yong Jun como Kang Jun Sang / Lee Min Hyung.
- Choi Ji Woo como Jung Yoo Jin.
- Park Yong Ha como Kim Sang Hyuk.
- Park Sol Mi como Oh Chae Rin.

### Secundario
- Ryu Seung Soo como Kwon Yong Gook.
- Lee Hye Eun como Gong Jin Sook.
- Jung Dong Hwan como Kim Jin Woo.
- Song Wook Sook como Kang Mi Hee.
- Kim Hae Sook como Madre de Yoo Jin.
- Lee Hyo Choon como Madre de Sang Hyuk.
- Kwon Hae Hyo como Kim Sun Bae.[8]
- Park Hyun Sook como Lee Jung Ah.
- Yoo Yul como DJ de la Radio.
- Ha Jae Young como Jung Hyun Soo.
- Ha Ji Hye como Jung Hee Jin.
- Jang Hang Sun como Sr. Kim.
- Jung Won Joong como Park Jung Woo.
- Song Jong Bum como Han Seung Ryung.

## Recepción

### Audiencia
| Ep. #    | Fecha de Emisión      | AGB Nielsen Share |
| -------- | --------------------- | ----------------- |
| 1        | 14 de enero de 2002   | 16.3 %            |
| 2        | 15 de enero de 2002   | 16.6 %            |
| 3        | 21 de enero de 2002   | 19.2 %            |
| 4        | 22 de enero de 2002   | 21.5 %            |
| 5        | 28 de enero de 2002   | 21.2 %            |
| 6        | 29 de enero de 2002   | 24.1 %            |
| 7        | 4 de febrero de 2002  | 27.2 %            |
| 8        | 5 de febrero de 2002  | 26.3 %            |
| 9        | 11 de febrero de 2002 | 17.8 %            |
| 10       | 12 de febrero de 2002 | 16.7 %            |
| 11       | 18 de febrero de 2002 | 26.4 %            |
| 12       | 19 de febrero de 2002 | 27.0 %            |
| 13       | 25 de febrero de 2002 | 27.6 %            |
| 14       | 26 de febrero de 2002 | 28.8 %            |
| 15       | 4 de marzo de 2002    | 26.4 %            |
| 16       | 5 de marzo de 2002    | 26.4 %            |
| 17       | 11 de marzo de 2002   | 23.3 %            |
| 18       | 12 de marzo de 2002   | 22.4 %            |
| 19       | 18 de marzo de 2002   | 23.7 %            |
| 20       | 19 de marzo de 2002   | 24.5 %            |
| Promedio | Promedio              | 23.1 %            |

## Banda sonora
1. 처음부터 지금까지 (From the Beginning Until Now) - Ryu
2. My Memory - Ryu
3. 처음 (First Time)
4. 그대만이 (Only You) - Ryu
5. 처음부터 지금까지 (From the Beginning Until Now) - versión instrumental
6. My Memory - versión de piano y violín
7. 보낼 수 없는 사랑 (The Love I Cannot Send) - Seon
8. 시작 Shijak (The Beginning)
9. 그대만이 (Only You) - Versión de piano y violín
10. My Memory - Versión de piano
11. 잊지마 (Don't Forget) - Ryu
12. 기억속으로 (Inside the Memories)
13. 연인 (Lover) - Ryu
14. 제비꽃 (Violet) -  Ryu
15. 그대만이 (Only You) - Versión de piano
16. 처음 (First Time) - Versión de piano
17. 제비꽃 Jebikkoch (Violet) - instrumental
18. Love Hurts - Yiruma
19. When The Love Falls - Yiruma

Cabe destacar que la bella pieza ("From the Beginning Until Now") [Oh Suk Joon, Yoo Hae Joon], ha llegado a formar parte del repertorio del afamado pianista Richard Clayderman, con el título de "Love Song In Winter".

## Emisión internacional
- Colombia: RCN Televisión.
- Costa Rica: Canal 13.
- Ecuador: Hoy TV y Ecuavisa.
- El Salvador: Canal 12.
- Guatemala: Guatevision.
- Estados Unidos: AZN Television.
- Filipinas: GMA Network y ABS-CBN.
- Hong Kong: aTV.
- Indonesia: SCTV y ANTV.
- Japón: NHK, NHK BS2 y TV Tokyo.
- Malasia: TV3.
- México: XHPTP-TV.
- Panamá: SERTV (2007).
- Paraguay: Red Guaraní.
- Perú: TV Perú y Panamericana Televisión.
- Tailandia: ITV y Channel 7.
- Taiwán: GTV.
- Turquía: Kanal D.
- Venezuela: La Tele (2006, 2009), TVes (2011, 2017 2021-presente) y Televen (2013-2014).
- Vietnam: HTV7, Hanoi TV (2003).
- Bolivia:Canal 2 Unitel

## Adaptaciones
- Indonesia: Moy I Love You (2008).[10]

## Mercadotecnia

### Libro de Manga
| Título          | Publicación             | Tamaño             | Editorial | ISBN            |
| --------------- | ----------------------- | ------------------ | --------- | --------------- |
| Winter sonata 1 | 8 de julio de 2004      | 18,4 x 12,8 x 1 cm | Ohzora    | ISBN 4776713292 |
| Winter sonata 2 | 8 de julio de 2004      | 18,4 x 12,8 x 1 cm | Ohzora    | ISBN 4776713306 |
| Winter sonata 3 | 20 de agosto de 2004    | 18,4 x 12,8 x 1 cm | Ohzora    | ISBN 4776713314 |
| Winter sonata 4 | 20 de octubre de 2004   | 18,4 x 12,8 x 1 cm | Ohzora    | ISBN 4776714167 |
| Winter sonata 5 | 20 de diciembre de 2004 | 18,4 x 12,8 x 1 cm | Ohzora    | ISBN 4776714493 |
| Winter sonata 6 | 1 de marzo de 2005      | 18,4 x 12,8 x 1 cm | Ohzora    | ISBN 4776715554 |
| Winter sonata 7 | 28 de abril de 2005     | 18,4 x 12,8 x 1 cm | Ohzora    | ISBN 4776715848 |
| Winter sonata 8 | 30 de junio de 2005     | 18,4 x 12,8 x 1 cm | Ohzora    | ISBN 4776716550 |